# Federació Internacional d'Arxius Fílmics
La Federació Internacional d'Arxius Fílmics, FIAF, amb seu a Brussel·les, va ser fundada l'any 1938, amb l'objectiu de conservar, preservar i difondre materials fílmics que constitueixen el patrimoni documental, artístic i històric del cinema. Està integrada per 151 institucions (84 membres i 67 associats) de més de 72 països d'arreu del món.

## Història
Va ser fundada el París a 1938 pel British Film Institute, la Cinémathèque française, el Museu d'Art Modern de Nova York i el Reichsfilmarchiv de Berlín. Actualment és una associació a la pertanyen més de 150 institucions, de més de 77 països, dedicades a la conservació i difusió del patrimoni cinematogràfic. El 2001 es va crear el premi FIAF.

## Congrés anual
Celebren congressos anuals. Els últims congressos han tingut lloc a Ljubljana (2005), Sao Paulo (2006), Tòquio (2007), París (2008), Buenos Aires (2009), Oslo (2010), Pretòria (2011) i Pequín (2012). L'edició de 2013 se celebrà a Barcelona, organitzada per la Filmoteca de Catalunya del 21 al 27 d'abril de 2013. Hi participaren 300 congressistes de més de 62 països.

## Premis FIAF
El Premi FIAF premien una personalitat -aliena a la comunitat arxivística de la FIAF-, l'experiència de la qual en el camp del cinema subratlla els objectius i les aspiracions de la Federació.
El Premi FIAF va ser creat el 2001 i des de llavors ha estat lliurat a les següents personalitats:
- Martin Scorsese (2001)
- Manoel de Oliveira (2002)
- Ingmar Bergman (2003)
- Geraldine Chaplin (2004)
- Mike Leigh (2005)
- Hou Hsiao-Hsien (2006)
- Peter Bogdanovich (2007)
- Nelson Pereira dos Santos (2008)
- Rithy Panh (2009)
- Liv Ullmann (2010)
- Kyōko Kagawa (2011)
- Agnès Varda (2013)
- Jan Švankmajer (2014)
- Yervant Gianikian and Angela Ricci Lucchi (2015)
- Jean-Pierre Dardenne and Luc Dardenne (2016)[3]
- Christopher Nolan (2017)[4]
- Apichatpong Weerasethakul (2018)
- Jean-Luc Godard (2019)
- Walter Salles (2020)
- Amitabh Bachchan (2021)